# David Mundell

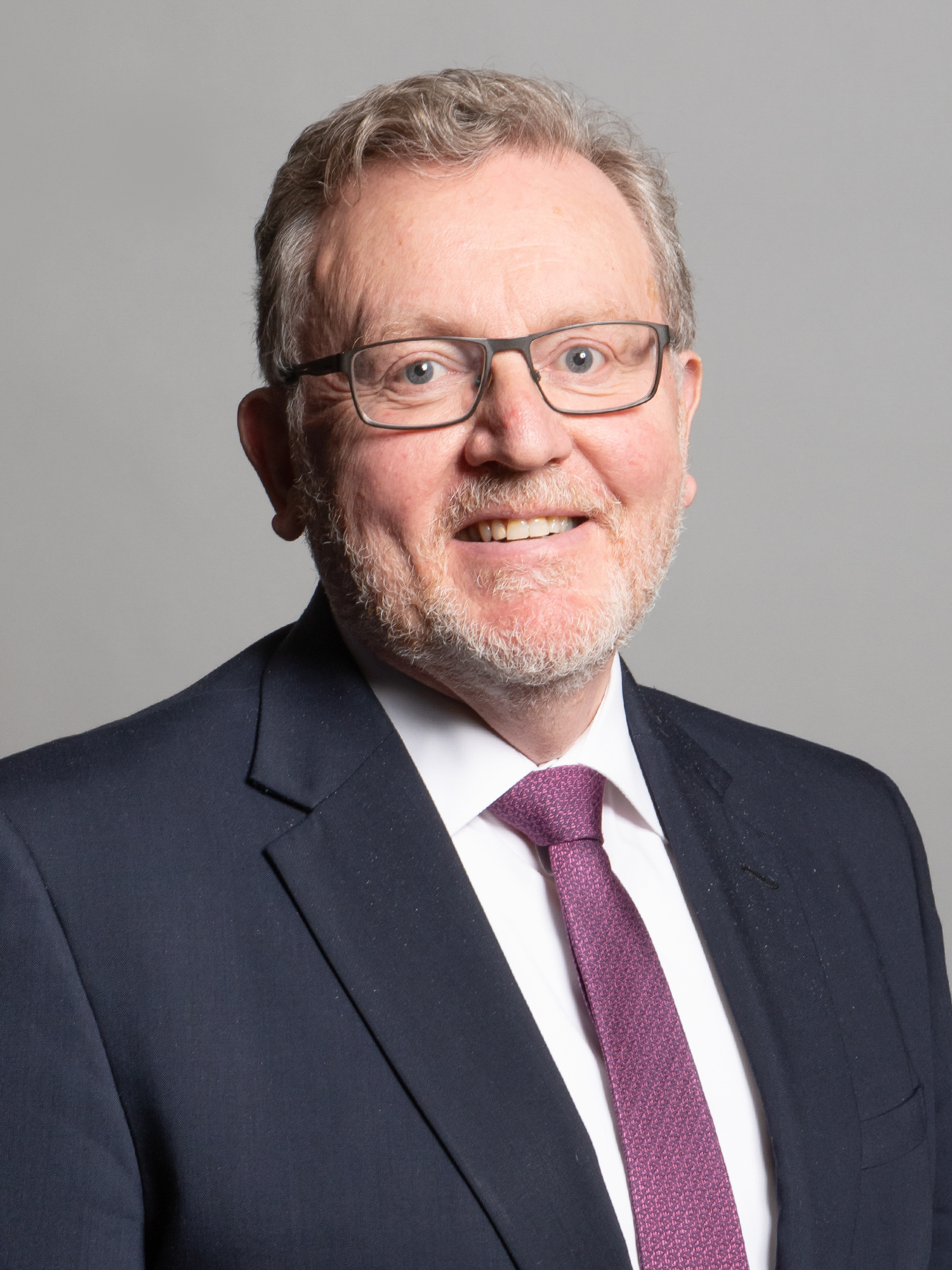
David Mundell

David Mundell PC (* 27. Mai 1962 in Dumfries) ist ein schottischer Politiker und Mitglied der Conservative Party. Er war vom 11. Mai 2015 bis zum 24. Juli 2019 Minister für Schottland.

## Leben
Mundell besuchte die Lockerbie Academy und studierte anschließend Jura an der Universität Edinburgh. Nachdem er noch einen betriebswirtschaftlichen Abschluss an der Universität von Strathclyde erworben hatte, arbeitete er zunächst als Solicitor und war dann in der Rechtsabteilung der BT Group tätig.
Im Januar 2016 bekannte er sich öffentlich zu seiner Homosexualität.

## Schottisches Parlament
Während seiner Studienzeit war Mundell für zwei Jahre Mitglied des Bezirksrates von Annandale and Eskdale und später des Regionalrates von Dumfries and Galloway. Bei den ersten Schottischen Parlamentswahlen im Jahre 1999 kandidierte Mundell im Wahlkreis Dumfries, konnte sich aber nicht gegen die Labour-Kandidatin Elaine Murray durchsetzen. Da Mundell jedoch auch auf der Regionalwahlliste der Konservativen für die Wahlregion South of Scotland auf dem gesetzt war, erhielt er infolge des Wahlergebnisses eines der vier Listenmandate der Konservativen in dieser Wahlregion und zog in das neugeschaffene Schottische Parlament ein. Bei den Parlamentswahlen 2003 konnte er seinen Stimmenanteil zwar erhöhen, verpasste jedoch weiterhin das Direktmandat. Sein Listenmandat für South of Scotland verteidigte er hingegen. Nach den Britischen Unterhauswahlen 2005 gab er sein Mandat zurück und schied aus dem Parlament aus. Für Mundell rückte der nächstplatzierte Derek Brownlee nach.

## Britisches Unterhaus
Bei den Britischen Unterhauswahlen 2005 bewarb sich Mundell um das Direktmandat des neugeschaffenen Wahlkreises Dumfriesshire, Clydesdale and Tweeddale und errang das Direktmandat. Im Schattenkabinett von David Cameron war Mundell ab 2007 als Schottlandminister vorgesehen. Nachdem er bei den Unterhauswahlen 2010 sein Mandat verteidigte, wurde Mundell zum Unterstaatssekretär für Schottland ernannt. Bei den Wahlen 2015 konnte er erneut die Stimmmehrheit in seinem Wahlkreis erringen. Mundell ist damit der einzige Abgeordnete der Conservative Party für einen schottischen Wahlkreis. Im neugebildeten Kabinett unter David Cameron wurde er zum Schottlandminister ernannt. Bei den vorgezogenen Unterhauswahlen 2017 behauptete Mundell sein Mandat.